# 米哈埃里一世 (伊梅雷蒂)
米哈埃里（Mik'el；—1329年）是伊梅雷蒂國王（1327年至1329年在位），屬於巴格拉季昂王朝的分支。米哈埃里是大衛六世的次子，米哈埃里在兄長君士坦丁一世登基時聲稱擁有西格魯吉亞（伊梅雷蒂王國）的王位，但直到1327年經過近35年的內戰後才真正取得王位。

## 生平

### 早年生活與叛亂
米哈埃里是格魯吉亞國王大衛六世·納林和他的妻子塔瑪爾·阿瑪涅利斯澤（或一位巴列奧略公主）的兒子。在後者的情況下，米哈埃里可能是以他的拜占庭祖先——皇帝邁克爾八世·帕萊奧洛哥斯的名字命名的。關於米哈埃里的生活知之甚少，他僅在兄長伊梅雷蒂統治時期出現在歷史上。
米哈埃里於1293年父親去世後反對他哥哥君士坦丁一世登基。在隨後的內戰中，米哈埃里控制拉恰、列其呼米和阿爾格維蒂。幾次會談試圖結束敵對行為，但都未能達成協議，衝突持續到君士坦丁一世的統治結束。格魯吉亞編年史甚至報導，強大的貴族們盡力調解兩兄弟之間的矛盾。
然而，這些貴族對於西格魯吉亞王國的和平並未有太大作為。因此，米哈埃里的篡位所造成的衝突也在伊梅雷蒂引發重大貴族問題。明格里亞公爵喬治一世·達迪亞尼藉此機會奪取茨胡米公國的領土，擴展其在黑海東北部的勢力，直至阿納科皮亞。沙爾瓦希澤家族則占有了阿布哈茲的其他地方，而古里亞和斯瓦內蒂則獲得事實上的獨立。

### 統治
這場衝突一直持續到1327年，當時米哈埃里在無子嗣的君士坦丁去世後成功登基為伊梅雷蒂國王，儘管他在1326年的一份文件中已經聲稱該頭銜，該文件批准一筆由某位戈吉塔什維利貴族向米克拉澤支付的賠償金（sasiskhlo，意指格魯吉亞的賠償金）。
米哈埃里試圖重新將那些在君士坦丁一世統治期間主張更大自治權的貴族和地方統治者（eristavi）重新納入王權之下。米哈埃里的努力成效有限；他所能達成的僅是獲得貴族們的承諾，願意支付貢金並為王軍提供士兵。
米哈埃里於1329年去世，繼任者是他的兒子巴格拉特一世，由於年幼，從未穩固地坐上伊梅雷蒂的王位，並於1330年被復興的喬治五世降為附庸公爵。